# Not Alone (Linkin Park)
Not Alone è un singolo del gruppo musicale statunitense Linkin Park, pubblicato il 21 ottobre 2011.

## Descrizione
Il brano trae origine dalle sessioni di registrazione del terzo album in studio Minutes to Midnight, venendo tuttavia lasciato incompleto e successivamente scartato dalla lista tracce finale. All'indomani del terremoto di Haiti del 2010 il gruppo ha colto l'occasione per rimettere mano alla traccia e includerla nella raccolta benefica Download to Donate for Haiti, distribuita il 19 gennaio 2010 dall'ente benefico Music for Relief di proprietà degli stessi Linkin Park. Come spiegato dal bassista Phoenix, i due cantanti Chester Bennington e Mike Shinoda hanno completato le proprie parti vocali 48 ore prima della pubblicazione effettiva della raccolta.
Verso la fine di ottobre 2011 il brano è stato pubblicato per il download digitale attraverso i principali negozi di musica digitale.

## Video musicale
Il video, diretto da Bill Boyd e reso disponibile il 13 febbraio 2010, mostra alcune scene del terremoto di Haiti alternate con altre in cui il gruppo esegue il brano negli NRG Recording Studios.

## Tracce
Testi e musiche dei Linkin Park.
1. Not Alone – 4:12

## Formazione
- Chester Bennington – voce
- Rob Bourdon – batteria
- Brad Delson – chitarra
- Phoenix – basso
- Joe Hahn – giradischi, campionatore
- Mike Shinoda – tastiera, voce